# Measurement Studio
Measurement Studio est une suite de bibliothèques développées par National Instruments pour apporter des fonctionnalités de test, mesure et instrumentation à Visual Studio. Ainsi, les contrôles graphiques, les fonctions d'analyse et de traitement du signal, et les communications avec les instruments de mesure sont disponibles pour les langages C sharp, C++ et Visual Basic.

Ces librairies reprennent les fonctionnalités disponibles sous LabVIEW et LabWindows/CVI.